# Cyathea calolepis
Cyathea calolepis är en ormbunkeart som först beskrevs av William Jackson Hooker, och fick sitt nu gällande namn av Karel Domin. Cyathea calolepis ingår i släktet Cyathea och familjen Cyatheaceae. Inga underarter finns listade.